# Aulonocnemis laevis
Aulonocnemis laevis är en skalbaggsart som beskrevs av Ludwig Wilhelm Schaufuss 1890. Aulonocnemis laevis ingår i släktet Aulonocnemis och familjen Aulonocnemidae. Inga underarter finns listade.